# پاپ سرجیوس سوم
پاپ سرجیوس سوم (به انگلیسی: Sergius III) یکی از پاپ‌های کلیسای کاتولیک رم بود که در رم به دنیا آمد و از ۹۰۴ تا ۹۱۱ میلادی پاپ بود.او فرزند نامشروعی داشت که بعدها با عنوان پاپ ژان یازدهم پاپ شد.